# Бешенцево (Алтайский край)
Бе́шенцево — село в Первомайском районе Алтайского края России. Входит в состав Логовского сельсовета.

## География
Посёлок расположено на берегу реки Малая Черемшанка, рядом располагается Бешенцевское водохранилище.
Климат
Климат континентальный. Продолжительность периода с устойчивым снежным покровом составляет 160—170 дней, абсолютный минимум температуры воздуха достигает −50 градусов С. Средняя температура января −19,9 °C, июля +19 °C. Безморозный период длится 110—115 дней, абсолютный максимум температуры воздуха достигает +33-35 градусов С. Годовое количество атмосферных осадков — 360 мм.
Уличная сеть
В селе 3 улицы: Буферная, Заречная и Черёмушки.
Расстояние до
- районного центра Новоалтайск: 21 км.
- краевого центра Барнаул: 33 км.

Ближайшие населенные пункты
Логовское 2 км, Новый Мир 4 км, Сорочий Лог 6 км, Правда 9 км, Новокопылово 10 км, Голубцово 14 км, Жилино 15 км.

## Население
| 1997 | 1998 | 1999 | 2000 | 2001 | 2002 | 2003 |
| ---- | ---- | ---- | ---- | ---- | ---- | ---- |
| 125  | ↗134 | →134 | ↘120 | ↗131 | →131 | ↘124 |
| 2004 | 2005 | 2006 | 2007 | 2008 | 2009 | 2010 |
| ↘123 | ↗134 | →134 | ↗142 | ↗148 | ↗156 | ↗164 |
| 2011 | 2012 | 2013 |      |      |      |      |
| ↗165 | ↘164 | ↗167 |      |      |      |      |

## История
Село Бешенцево (предыдущие названия: деревня Бешенцева, деревня Ново-Бешенцева) впервые упомянуто в официальных документах — ревизских сказках 1781 года (Ф169, оп1, д.188, листы № 416,417). Именно этот год считается датой основания села.
Эту дату также называет краевед, доктор исторических наук Ю. С. Булыгин в книге «Список населенных пунктов Алтайского края»: «По поводу образования деревни Бешенцево — в ревизских сказках есть такая запись: «В 1781 году во вновь заселяемую деревню Бешенцову крестьянин из деревни Копыловой — Терентий Ефимович Бешенцев с семьёй… В этой деревне записана только одна семья в составе: 4 муж. и 9 женщ.».
Согласно Списку населенных мест Томской губернии за 1893 год деревня Бешенцева относится к Барнаульскому округу Белоярской волости, в ней числится 86 крестьянских дворов и 2 не крестьянских избы, в которых проживают 189 жителей мужского пола, 195 — женского. В 1911 году в селе Бешенцевское 198 дворов, 718 жителей мужского пола, 704 женского. Село находилось на правом берегу реки Малой Черемшанки. Стояла деревянная церковь, при ней церковно-приходская школа. Казенная винная лавка, две мануфактурных и одна мелочная. В 1928 году село Бешенцево входит в состав Барнаульского округа, Белоярского района, в котором располагается сельсовет, школа 1 ступени, лавка общества потребителей, кредитное товарищество; 264 двора, 1333 жителя.
В Бешенцево был Бешенцевский приход, церковь Казанской иконы Божьей матери построили в 1891, новое здание появилось в 1909 году.

## Инфраструктура
Ввиду малочисленности населения, в селе имеется минимум коммунальных, торговых и иных услуг. Почтовое отделение, обслуживающее жителей села Бешенцево, находится в соседнем населённом пункте — селе Логовское.
Транспорт
Село соединяет с районным и областным центром федеральная автомагистраль М52 Чуйский тракт (Новосибирск—Бийск—Монголия) и сеть региональных автодорог. Ближайшая железнодорожная станция — Бешенцово Западно-Сибирского отделения железной дороги находится в селе Логовское.
Достопримечательности
Бешенцевское водохранилище привлекает рыбаков и туристов.